# Baltchik (obchtina)
La commune de Baltchik (en bulgare Община Балчик - Obchtina Baltchik) est située dans le nord-est de la Bulgarie.

## Géographie

### Géographie physique
La commune de Baltchik est située dans le nord-est de la Bulgarie, dans l'oblast de Dobritch. Son chef lieu est la ville de Baltchik.

### Géographie humaine
| 1926 | 1934 | 1946 | 1956 | 1965 | 1975   | 1985   | 1992   | 2001   |
| ---- | ---- | ---- | ---- | ---- | ------ | ------ | ------ | ------ |
| -    | -    | -    | -    | -    | 24 254 | 23 978 | 22 367 | 22 354 |

| 2011   | 2021   | 2022   | - | - | - | - | - | - |
| ------ | ------ | ------ | - | - | - | - | - | - |
| 20 232 | 19 022 | 15 910 | - | - | - | - | - | - |

,

## Administration
Le chef-lieu de la commune est la ville de Baltchik.

### Structure administrative
La commune compte une ville et 22 villages :
| - ville de Baltchik - village d'Albena - village de Bézvoditsa - village de Bobovéts - village de Bryastovo - village de Dabrava - village de Dropla - village de Gourkovo | - village de Karvouna - village de Khrabrovo - village de Kranévo - village de Kréména - village de Liakhovo - village de Obrotchichté - village de Préspa - village de Rogatchévo | - village de Sénokos - village de Sokolovo - village de Strajitsa - village de Trigortsi - village de Tsaritchino - village de Tsarkva - village de Zméévo |

### Jumelages
- Armutalan (Turquie)
- Bran (Roumanie)
- Mangalia (Roumanie)
- Stará Ľubovňa (Slovaquie)
- Hagfors (Suède)
- Cieszyn (Pologne)

## Galerie

Carte de la commune de Baltchik
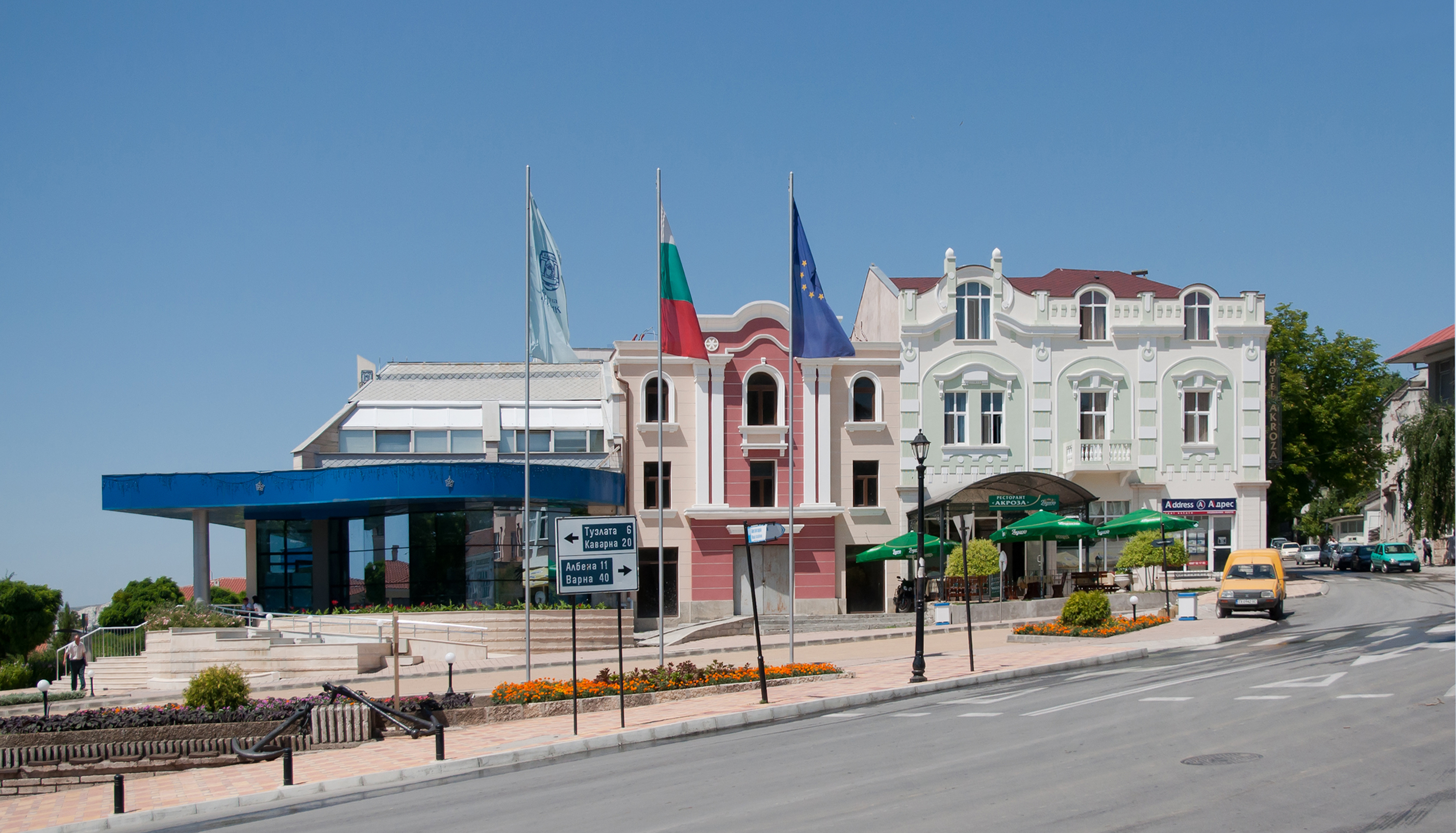
L'hôtel de ville
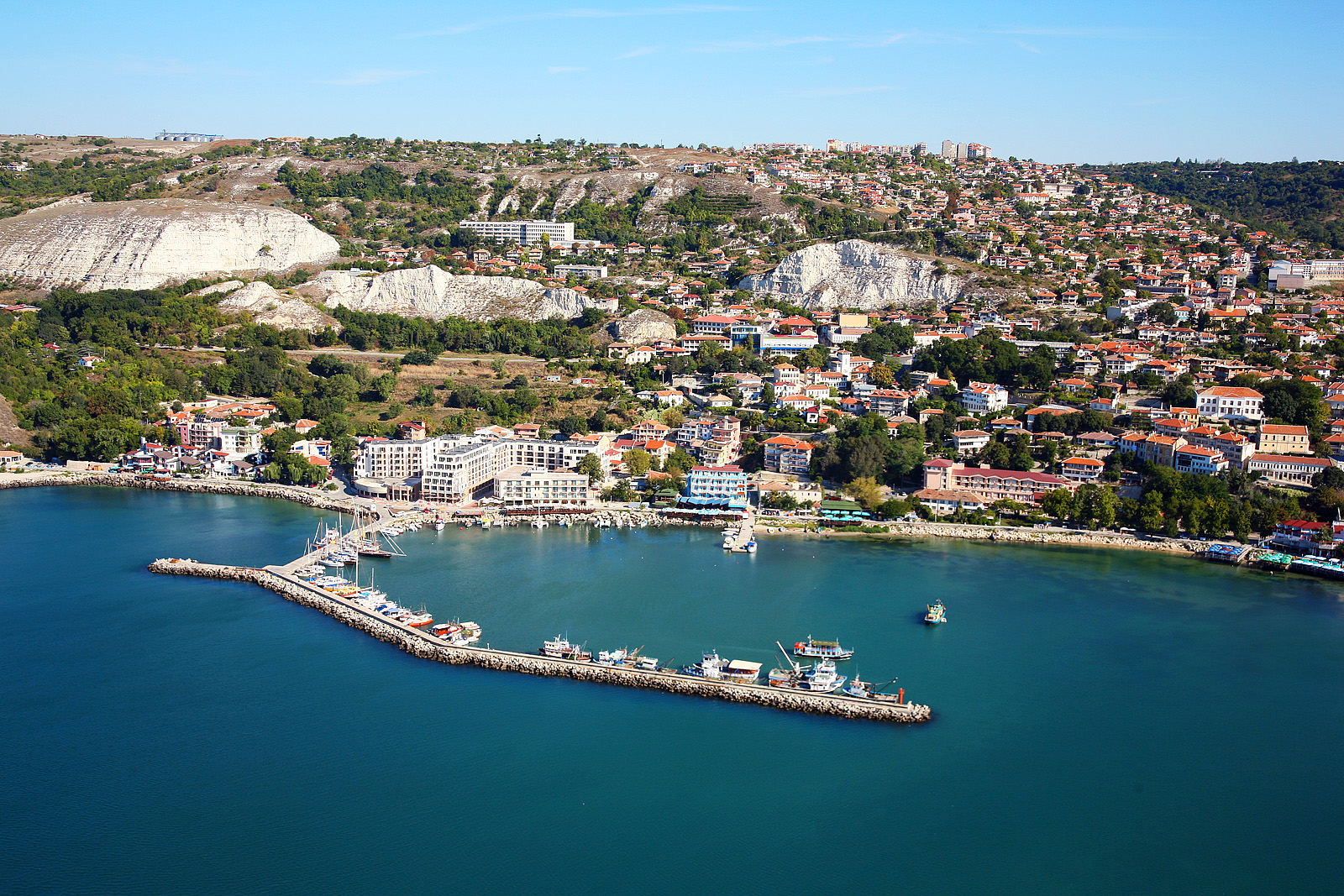
Baltchik : Vue aérienne de la ville
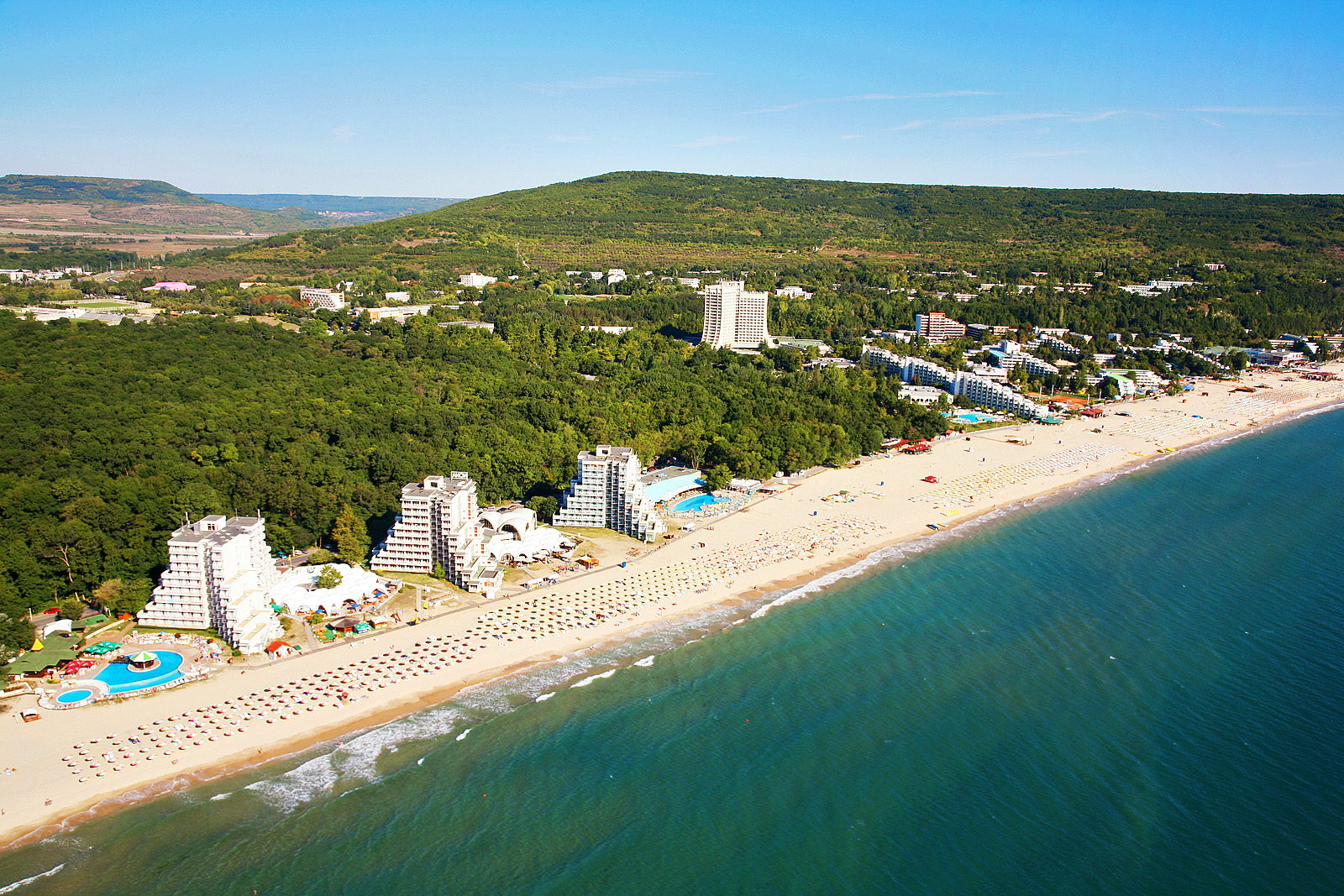
Albena : Vue aérienne de la station balnéaire
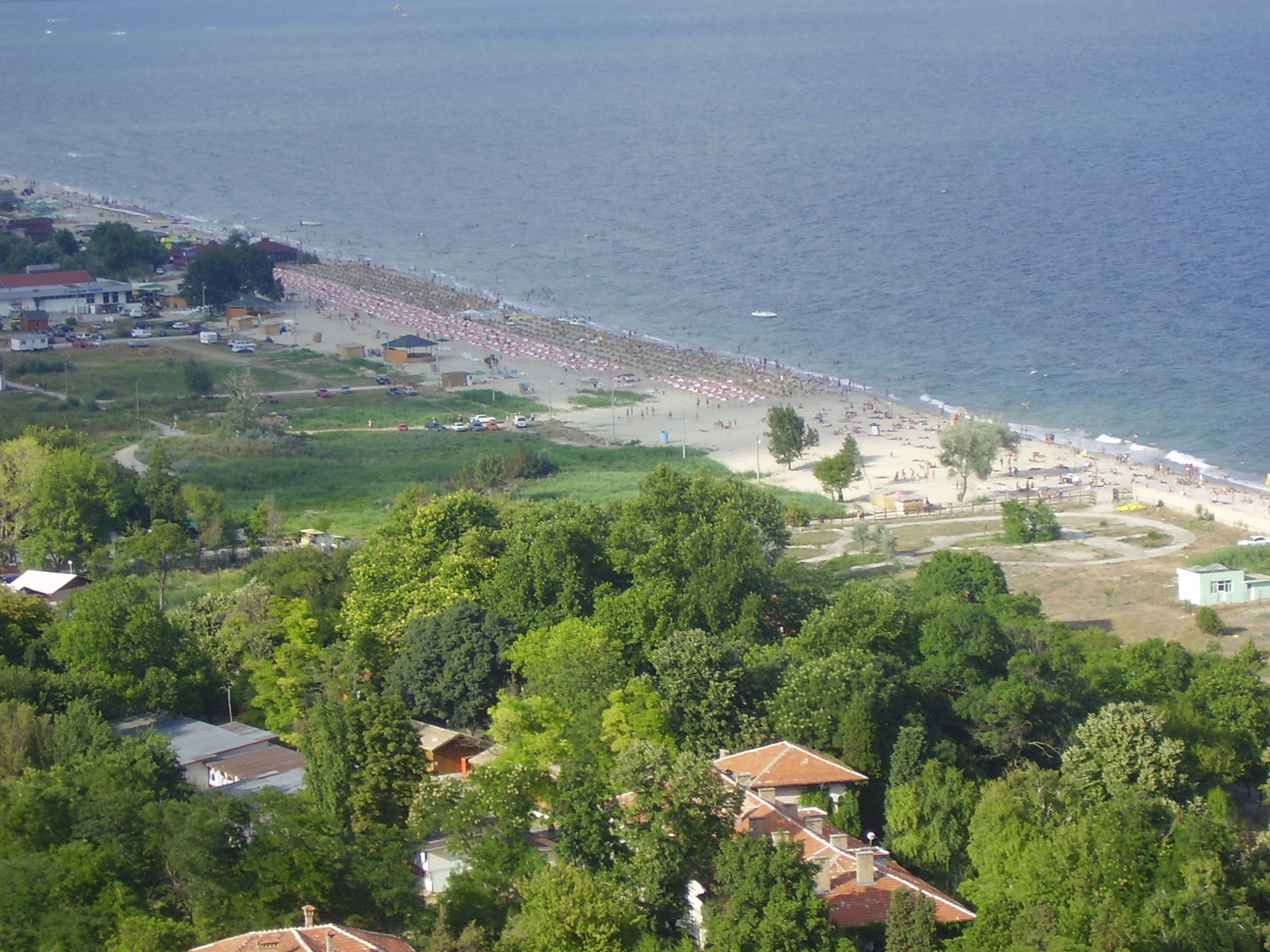
Kranévo : Les plages
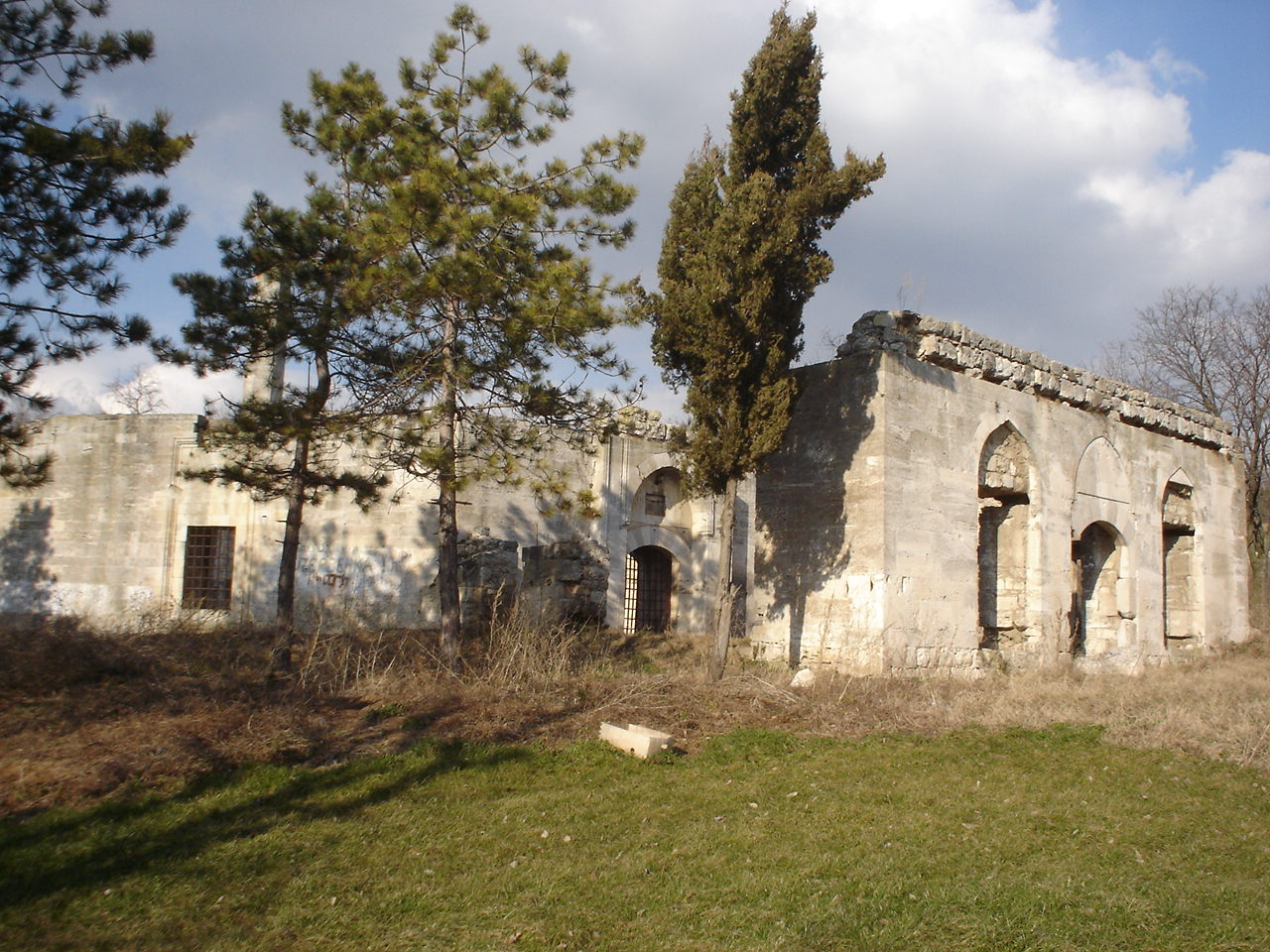
Obrotchishté : Ruines du monastère
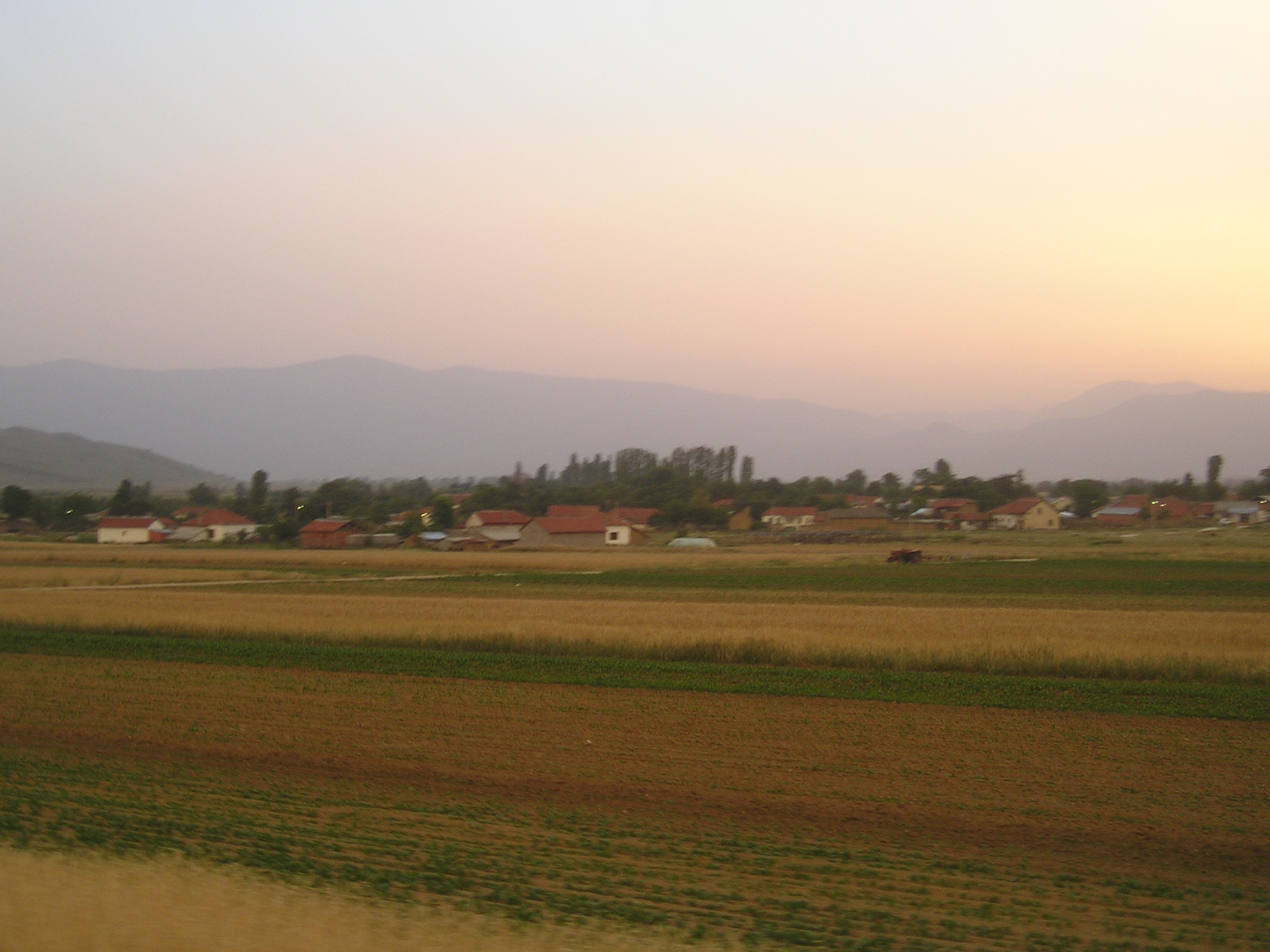
Sénokos : vue panoramique